# Thanatus denisi
Thanatus denisi es una especie de araña cangrejo del género Thanatus, familia Philodromidae. Fue descrita científicamente por Brignoli en 1983.

## Distribución
Esta especie se encuentra en Afganistán.